# Eli
Eli je žensko osebno ime.

## Izvor imena
Ime Eli je različica imena Elizabeta / Eleonora.

## Pogostost imena
Po podatkih Statističnega urada Republike Slovenije je bilo na dan 31. decembra 2007 v Sloveniji število ženskih oseb z imenom Eli: 46.

## Osebni praznik
Osebe z imenom Eli lahko godujejo takrat kot osebe z imenom Elizabeta / Eleonora.